# Президентські вибори в Південній Кореї 2025
Дочасні президентські вибори пройшли в Південній Кореї 3 червня 2025. Кандидат в демократичної партії та колишній лідер опозиції Лі Дже Мьон переміг кандидата від правлячої партії Сила народу Кім Мунсу та кандидата партії Нових реформ Лі Джунсока.
Від демократизації та встановлення Шостої республіки, це дев'яті президентські вибори, другі вибори після імпічменту президента та перші, які проведені в іншому році ніж початково планувалися. Початково планувалося, що вибори пройдуть 3 березня 2027, але їх змістили через імпічмент і відсторонення Юн Сок Йоля. Дата 3 червня є через вимогу конституції Південної Кореї, в якій ідеться, що вибори мають бути проведені в межах 60 днів після того, як президентське місце стало вакантним. Воно стало таким від 4 квітня, коли Конституційний суд Південної Кореї прийняв рішення про імпічмент і відсторонення Юна від президентських обов'язків. Пізніше було підтверджено урядом, що датою виборів визначено 3 червня.
Лі, який з невеликим розривом програв президентські вибори 2022 Юну, висунувся знову. Явка виборці була 79,38 %, найвищою з часів президентських виборів 1997. Питання, які підіймалися під час виборчої кампанії, були воєнний стан в Південної Кореї 2024, внутрішні чвари всередині СН, економіка, вартість житла, політична поляризація, тарифна політика США, гендерна рівність та криза народжуваності.

## Передумови
Після оголошення воєнного стану президентом Юн Сок Йолєм 3 грудня 2024, Національні збори проголосували за його імпічмент 14 грудня 2024, з 204 голосами за з 300 депутатів. 4 квітня 2025 Конституційний суд Південної Кореї підтримав імпічмент, відсторонення Юна від президентських обов'язків та звільнення президентського крісла. Згідно з конституцією, президентські вибори повинні бути проведені в межах 60 днів, щоб визначити постійного наступника Юна як 14-го президента країни. 8 квітня виконувач обов'язків президента Хан Док Су оголосив, що вибори пройдуть 3 червня 2025.

## Виборча система
Президент Південної Кореї обирається виборчою системою з відносною більшістю з одним раундом. Президенти обмежені одним п'ятирічним терміном без можливості переобрання. На відміну від чергових президентських виборах, переможець цих виборів одразу бере президентські повноваження після підтвердження результатів Національною виборчою комісією, без звичайного двомісячного перехідного періоду.

## Висунення кандидатів
Національна виборча комісія (НВК) відкрила попередню реєстрацію кандидатів 4 квітня 2025 після підтвердження імпічменту і відсторонення Юна. Чинні голови муніципальних органів влади, що планують брати участь у виборах мають звільнитися зі своїх посад до 4 травня.

### Демократична партія
10 квітня Лі оголосив, що висуває свою кандидатуру, його кампанія обіцяє зменшити економічну нерівність та стимулювати економічному зростанню через інвестиції в той час, як також прагне підсилити дипломатію між Південною Кореєю та США і Японією. Він також пообіцяв перемістити Офіс президента та Національні збори до Седжону під час попередніх виборів у 2022, і цього разу зробив подібну заяву. Крім того, Лі пообіцяв формалізувати статус Седжона як адміністративної столиці країни. 12 квітня 2025 Демократична партія оголосила, що обере свого офіційного кандидата на президента через рівний розподіл голосів між членами, що сплачують членські внески, та публічним опитуванням, яке опитає 1 мільйон осіб двома аналітичними компаніями. Остаточне рішення буде прийнято 27 квітня після голосування всіх членів партії 14 квітня та онлайн голосування її центрального комітету 15 квітня. У передвиборах партії вперше візьмуть участь особи віком від 16 до 18 років після змін 2022 до Закону про політичні партії, що зменшив мінімальний вік для члена партії з 18 до 16. 18 квітня демократична партія провела свої перші телевізійні дебати. 23 квітня партія провела свої другі телевізійні дебати. Під час дебатів три кандидати обговорювали запропоновану конституційну поправку, щоб або зменшити президентський термін або дозволити президентам висуватися на більше ніж один термін, а також часові рамки для таких поправок. 27 квітня партія офіційно оголосила Лі Дже Мьон як свого кандидата в президенти після перемоги більшістю голосів.

#### Кандидат
Лі Дже Мьон, лідер демократичної партії (2022—2025) та член Національних зборів (9 квітня звільнився з позиції лідера Демократичної партії, 10 квітня оголосив про своє висування, 27 квітня переміг)
| 1                                      |
| Виборчий номер Демократичної партії    |
| Лі Дже Мьон                            |
| -------------------------------------- |
| у президенти                           |
|                                        |
| Лідер Демократичної партії (2022—2025) |

#### Зняття кандидатури або кандидати, що вибули
Кіи Ґьонсу засуджений до позбавлення волі у липні 2021 та не мав права висувати свою кандидатуру у президенти до квітня 2028, але був помилуваний та поновлений у серпні 2024, що дозволило йому взяти участь у виборах.
| Кандидати в цьому розділі відсортовані за датою усунення з передвиборів |                                                    |                                                           |
| Кім Дон'йон                                                             | Кім Ґьонсу                                         | Кім Дуґван                                                |
|                                                                         |                                                    |                                                           |
| 36-й Губернатор Провінції Кьонгі (з 2022)                               | Губернатор Провінції Південний Кьонсан (2018—2021) | Член Національних зборів (2016—2024)                      |
| Усунуто: 27 квітня 41 307 голосів                                       | Усунуто: 27 квітня 25 512 голосів                  | Зняв кандидатуру: 18 квітня Не брав участі в передвиборах |
| [ 24 ] [ 25 ] [ 26 ]                                                    | [ 27 ] [ 25 ]                                      | [ 28 ] [ 29 ]                                             |

| Кандидати   | Результати  | Кількість голосів | Відсоток голосів |
| ----------- | ----------- | ----------------- | ---------------- |
| Лі Дже Мьон | Висунуто    | 623 695           | 89,77 %          |
| Кім Дон'йон | Усунутий(а) | 41 307            | 6,87 %           |
| Кім Ґьонсу  | Усунутий(а) | 25 512            | 3,36 %           |

### Сила народу
Сила народу (СН) провела передвибори та оголосила свого офіційного кандидата у президенти на заходу партії 3 травня 2025. Після трьох раундів голосування, колишнього міністра працевлаштування і праці, Кім Мунсу оголосили як кандидата від СН. Однак, зранку 10 травня висування Кіма кандидатом було насильно скасовано лідерами партії СН, де вони послалися на те, що Кім відмовився пройти процес об'єднання кандидатуру з Хан Док Су. Згодом Хана прийняли як члена СН та оголосили кандидатом від СН, де Кім назвав цей крок «державним переворотом» опівночі. Раптову зміну зустріли з гострою критикою всередині партії, бо Хан не брав участі у передвиборах СН, що призвело до звинувачень в «безкоштовну проїзді». Широке голосування серед учасників ПСН щодо затвердження зміни проходило 10 травня з 10:00 до 21:00 за корейським часом, у якому члени відхили зміну та поновили Кім Мунсу як кандидати у президенти від СН.

#### Кандидат
Кім Мунсу, міністр працевлаштування і праці (2024—2025) (9 квітня оголосив про участь, 3 травня переміг у передвиборах, 10 травня висування скасували й згодом її поновили)
| 2                                            |
| Виборчий номер Сили народу                   |
| Кім Мунсу                                    |
| -------------------------------------------- |
| у президенти                                 |
|                                              |
| Міністр працевлаштування і праці (2024—2025) |

#### Зняття кандидатури або кандидати, що вибули
| Кандидати в цьому розділі відсортовані за датою усунення/зняття кандидатури з передвиборів |                                                             |                                                          |                                                           |                                                                                               |
| Хан Док Су                                                                                 | Хан Донхун                                                  | Ан Чхольсу                                               | Хон Джунпхьо                                              | На Ґьонвон                                                                                    |
|                                                                                            |                                                             |                                                          |                                                           |                                                                                               |
| Виконувач обов'язків Президента Південної Кореї (2024; 2025)                               | Міністр юстиції (2022—2023)                                 | Член Національних зборів (з 2022)                        | Мер Тегу (2022—2025)                                      | Член Національних зборів (з 2024)                                                             |
| Зняв кандидатуру: 10 травня Кандидатура відхилена після поновлення кандидатури Кім Мунсу   | Усунуто: 3 травня >Усунуто в останньому раунді передвиборів | Усунуто: 29 квітня Усунуто в другому раунді передвиборів | Усунуто: 29 квітня Усунуто в другому раунді передвиборів  | Усунуто: 22 квітня Усунуто в першому раунді передвиборів                                      |
| [ 37 ]                                                                                     | [ 38 ]                                                      | [ 39 ] [ 40 ]                                            | [ 41 ]                                                    | [ 42 ] [ 43 ]                                                                                 |
| Ю Джонбок                                                                                  | Лі Чхольу                                                   | Ян Хянджа                                                | Ю Сонмін                                                  | О Сехун                                                                                       |
|                                                                                            |                                                             |                                                          |                                                           |                                                                                               |
| Мер Інчхону (з 2022)                                                                       | Губернатор провінції Північний Кьонсан (з 2018)             | Член Національних зборів (2020—2024)                     | Член Національних зборів (2005—2020)                      | Мер Сеулу (з 2021)                                                                            |
| Усунуто: 22 квітня Усунуто в першому раунді передвиборів                                   | Усунуто: 22 квітня Усунуто в першому раунді передвиборів    | Усунуто: 22 квітня Усунуто в першому раунді передвиборів | Зняв кандидатуру: 13 квітня Не брав участі у передвиборах | Зняв кандидатуру: 12 квітня Не брав участі у передвиборах (закликав голосувати за Ан Чхольсу) |
| [ 17 ]                                                                                     | [ 17 ]                                                      | [ 45 ]                                                   | [ 46 ] [ 47 ]                                             | [ 48 ]                                                                                        |

| Кандидат   | Результати  | Кількість голосів щодо членів партії | Пол               | Усього            |
| ---------- | ----------- | ------------------------------------ | ----------------- | ----------------- |
| Кім Мунсу  | Висунуто    | 246 519 (61,25 %)                    | 208 525 (51,81 %) | 455 044 (56,53 %) |
| Хан Донхун | Усунутий(а) | 155 961 (38,75 %)                    | 193 955 (48,19 %) | 349 916 (43,47 %) |

## Кандидати від третіх партій та незалежні кандидати

### Кандидати
| 4                                  | 5                                         | 8                                   |
| Виборчий номер Партії нових реформ | Виборчий номер Демократичної партії праці | Виборчий номер незалежного кадидата |
| Лі Джунсок                         | Квон Йонґук                               | Сон Джінхо                          |
| ---------------------------------- | ----------------------------------------- | ----------------------------------- |
| у президенти                       | у президенти                              | у президенти                        |
|                                    |                                           |                                     |
| Член Національних зборів (з 2024)  | Лідер Демократичної партії праці (з 2024) | Бізнесмен                           |
| [ 50 ] [ 51 ]                      | [ 52 ]                                    | [ 53 ]                              |

### Зняття кандидатури або кандидати, що вибули
| Кандидати в цьому розділі відсортовані за датою усунення з передвиборів |
| Хан Санґюн                                                              |
|                                                                         |
| Голова Корейської конфедерації профспілок                               |
| Усунуто: 30 квітня Усунуто в передвиборах                               |
| [ 54 ]                                                                  |

| Кандидати в цьому розділі відсортовані за датою усунення     |
| Лі Нак Йон                                                   |
|                                                              |
| Колишній прем'єр-міністр (2017—2020)                         |
| Зняв кандидатуру: 10 травня Закликав голосувати за Кім Мунсу |
| [ 55 ] [ 56 ]                                                |

| Кандидати в цьому розділі відсортовані за датою усунення        |
| Кім Джейон                                                      |
|                                                                 |
| Лідер Прогресивна партія (з 2024)                               |
| Зняв кандидатуру: 9 травня Закликала голосувати за Лі Дже Мьона |
| [ 59 ] [ 60 ]                                                   |

| Кандидати в цьому розділі відсортовані за датою усунення    |
| Хван Кьо Ан                                                 |
|                                                             |
| Виконувач обов'язків Президента Південної Кореї (2016—2017) |
| Зняв кандидатуру: 1 June Закликала голосувати за Кім Мунсу  |

| Кандидати в цьому розділі відсортовані за датою усунення |
| Чон Ґванхун                                              |
|                                                          |
| Президент Християнської ради Кореї                       |
| Не відповідає вимогам                                    |
| [ 61 ]                                                   |

| Кандидати в цьому розділі відсортовані за датою усунення      |
| Ку Джува                                                      |
|                                                               |
| Юрист                                                         |
| Зняв кандидатуру: 19 травня Закликала голосувати за Кім Мунсу |

### Незалежні кандидати
9 квітня 2025 колишній прем'єр-міністр та виконувач обов'язків президента Південної Кореї Хван Кьо Ан оголосив свою кандидатуру у президенти. Хван зареєструвався як офіційний кандидат 11 травня, висунувшись незалежний кандидат.
1 травня 2025 Хан Док Су звільнився з посади виконувача обов'язків президента та одночасно прем'єр-міністра Південної Кореї, пославшися на потребу взяти на себе «важливу місію та нести велику відповідальність». Він оголосив свою кандидатуру у президенти наступного дня. Хан пообіцяв внести зміни до Конституції, щоб запровадити два президентські терміни, кожен тривалістю в чотири роки. Хан зобов'язався одразу піти у відставку після успішного внесення поправок.
Незалежний кандидат Сон Джінхо зареєструвався як офіційний кандидат 11 травня. Реєстраційна інформація про Сона містила помітку про те, що раніше він мав загалом 17 кримінальних вироків.

### Прогресивна партія
19 квітня Прогресивна партія обрала Кім Джейона як кандидата у президенти. Вона зняла свою кандидатуру 9 травня, пославшись, що перш за все потрібно зупинити СН і закликала голосувати за Лі Дже Мьона.

### Ліберальна партія об'єднання
Після проголошення своєї кандидатури 24 квітня, Чон Ґванхун виявився непридатним до участі у виборах через попереднє порушення виборчого права. Згодом Ліберальна партія об'єднання висунула юриста Ку Джува як свого кандидата у президенти 9 травня.

### Корейська партія перебудови
27 квітня Корейська партія перебудови закликала голосувати за Лі Дже Мьона з Демократичної партії під час президентських виборів.

### Партія Нове демократичне майбутнє
Лі Нак Йон зробив натяк на участь в президентських виборах під час Національного заходу щодо перегляду конституції, який проводила партія Нове демократичне майбутнє. 30 квітня радник кампанії Лі оголосив про реєстрацію його кандидатури, що фактично зробив його кампанію офіційною. Однак 10 травня Лі вирішив не брати участі у виборах і не закликав голосувати за якогось кандидата. 27 травня він закликав голосувати за Кім Мунсу.

### Спілка соціальної трансформації й солідарності (Демократична партія праці)
Зелена партія, Партія справедливості, Партія праці та кілька інших профспілок погодилися відкрити передвибори та висунути кандидатів під назвою Соціальна трансформація. Квон Йонґук переміг у передвиборах та висунувся у президенти від Демократичної партії праці 30 квітня.
Квон пообіцяв повністю «ліквідувати повстанські сили» після кризи воєнного стану та імпічменту Юна. Він відмовився від закликів об'єднати свою кампанію з кандидатом Лі Дже Мьоном від демократів, заявивши, що «незалежні прогресивні політики повинні продовжити». Квон пообіцяв, ввести в дію закон про антидискримінацію та буде працювати над створенням рівного суспільства без прірв. Як «юрист вулиці», він відіграв важливу роль у рішенні 2015 Верховного суду щодо легалізації Профспілки мігрантів та обіцяв кардинально змінити імміграційну систему Кореї.
Квон і Демократична партія праці кваліфікувалася для участі в телевізійних президентських дебатах.
15 травня переможений кандидати та колишній голова KCTU Хан Санґюн закликав до єдності під час пресконференції в Пусані, сказавши, «Це результат відчаю щодо відсутності голосу в нерівноправному світі. Ми повинні побудувати цю силу, щоб створити вирішальний момент, що перетворить корейське суспільство».
| Кандидат    | Результат   | Голоси         |
| ----------- | ----------- | -------------- |
| Квон Йонґук | Висунуто    | 4565 (79,5 %)  |
| Хан Санґюн  | Усунутий(а) | 1912 (20,55 %) |

## Зареєстровані кандидати
| № | Кандидат    | Належність до партії | Належність до партії      | Попередній досвід роботи |
| - | ----------- | -------------------- | ------------------------- | --- |
| 1 | Лі Дже Мьон |                      | Демократична партія       | Лідер Демократичної партії (2022—2025) Член Національних зборів (з 2022) Губернатор Кьонгі (2018—2021) Кандидат вд Демократичної партії у президенти у 2022 |
| 2 | Кім Мунсу   |                      | Сила народу               | Міністр працевлаштування і праці (2024—2025) Губернатор Кьонгі (2006—2014) Член Національних зборів (1996—2006) |
| 4 | Лі Джунсок  |                      | Партія нових реформ       | Лідер партії Сила народу (2021—2022) Лідер Партії нових реформ (2024) Член Національних зборів (з 2024) |
| 5 | Квон Йонґук |                      | Демократична партія праці | Лідер Демократичної партії праці (з 2024) |
| 6 | Ку Джува    |                      | Партія об'єднання свободи | Юрист 19 травня 2025 зняв кандидатуру і закликав голосувати за кандадата від Сили народу. |
| 7 | Хван Кьо Ан |                      | Незалежний                | Виконувач обов'язків Президента Південної Кореї (2016—2017) Перем'єр-міністр Південної Кореї (2015—2017) Лідер партії Вільна Корея (2019—2020) Лідер Об'жднаної партії майбутнього (2020) 1 червня 2025 зняв кандидатуру і закликав голосувати за кандадата від Сили народу. |
| 8 | Сон Джінхо  |                      | Незалежний                | Бізнесмен |

## Розвиток кампанії
Кандидат від демократичної партії Лі Дже Мьон зіштовхнуся з юридичними проблемами, що могли його зупинити від обрання президентом. Згідно із Законом про вибори держслужбовців, особам, які оштрафовані більше ніж на 1 мільйон вон, забороняється обіймати державну посаду протягом п'яти років, а ті, хто отримали вирок позбавлення волі — протягом 10 років. 23 березня Вищий сеульський суд відхилив рішення суду нижчої інстанції, який засудив Лі до одного року позбавлення волі з двома роками пробації, дозволивши знову висуватися на державну посаду. Однак 2 травня його право на участь було поставлено під питанням, коли Верховний суд пришвидшив звичайну процедуру тривалістю в кілька місяців, видавши швидке рішення 10–2, що відхилило його виправдання і передало справу до Вищого сеульського суду для перегляду. Повторний розгляд початково мав відбутися 14 травня, але пізніше його перенесли на 18 червня після дня виборів.
Очікувалося, що два провідних консервативних кандидатів Хан Док Су та Кім Мунсу об'єднаються під єдиним виборчим номером, але майже прогресу в цьому напрямку не було merge. Хан сказав, що не зареєструє свою кандидатуру до того моменту, доки не були досягнуто остаточної домовленості з Кімом щодо об'єднаного кандидата, коли Кім заявив, що СН та його голова, Квон Йонсе, односторонньо вирішили об'єднати кандидатури буз консультації з ним. Кім Джевон, начальник штабу Кіма, також заявив, що скоріше партія відкине кандидатуру Кіма, якщо він не погодиться об'єднатися з Ханом. 7 травня зустріч між Ханом і Кімом закінчилася без згоди, лідер СН в парламенті, Квон Сондон розпочав голодний страйк з метою пошук спільного кандидата.
Кім і Хан публічно зустрілися 8 травня навпроти Залу засідань Національних зборів, у телевізійні зустрічі, яка зазнала місцями критики. Жодної домовленості не було досягнено, де обоє обійнялися і заявили, що рішення повинно бути зроблено наступного дня. Кім запропонував однотижневу кампанію та опитування, в якому обрали кандидата, який очолить виборчий номер. Квон назва Кіма «жалюгідним» за його бажання залишитися в гонці, коли Кім продовжив посилатися на СН, яка хоче його вивести його з гонки після обранням президентським кандидатом менше ніж тиждень тому, поставивши під сумнів сенс цього обрання. 9 травня Сеульський південний районний суд відхилив судовий запит від Кіма, який хотів, щоб його офіційно визнали кандидатом від СН. Того ж дня, Кім відхилив ідею об'єднання знову на пресконференції та заявив, що він був би конкурентнішим якби лідери СН не намагалися його «саботувати». Квон заявив, що він «розчарований», та додавши, що «справжній лідер має знати як відпустити». Кім зненацька покинув пресконференцію посеред зауважень.
10 травня зранку СН підтвердила, що вони повністю скасовують висування Кіма, а натомість висувають Хана на надзвичайному заходу того ж дня. Кім зробив натяк щодо контрзаходів, заявивши, що «партійна демократія мертва» та що він шукатиме судових дій щодо партії. Пізніше того дня, після всепартійного голосування члени СН відхилили резолюцію, яка визначала Хана кандидата від партії, що призвело до поновлення кандидатури Кім. Хан вибачився через суперечку у СН. 11 травня Хан офіційно завершив свою кампанію та закликав підтримати кандидатуру Кіма. Він відхилив пропозицію Кіма, щоб зайняти місце начальника його кампанії. 17 травня Юн Сок Йоль покинув СН і закликав голосувати за Кім Мунсу.

### Дебати
18 травня відбулися перші телевізійні дебати перед президентськими виборами, в яких взяли участь Кім Мунсу, Квон Йонґук, Лі Джунсок та Лі Дже Мьон. Другі дебати для кандидатів, які не пройшли на перші, відбулися 19 травня. Оскільки Ку Джува вибув того ж дня, у дебатах брали участь лише Хван Кьо Ан та Сон Джінхо. У третіх дебатах 23 травня взяли участь Лі Дже Мьон, Кім Мунсу, Лі Джунсок та Квон Йонґук.
Фінальні телевізійні дебати кампанії відбулися 27 травня, в яких взяли участь Лі Дже Мьон, Квон Йонґук, Кім Мунсу та Лі Джунсок. Під час дебатів Кім заявив, що називати оголошення Юн Сук Йолєм воєнного стану спробою державного перевороту до того, як це буде визнано судом, було передчасним і таким, що вводить в оману, що змусило Лі Дже Мьон критикувати його за захист «режиму державного перевороту». Тим часом Лі Джунсок використав графічну мову про жіноче тіло під час суперечки з Квон Йонґуком, що призвело до того, що наступного дня після критики Лі вибачився за свої слова. 30 травня 21 представник від п'яти партій запропонували виключити Лі Джунсока з Національних зборів за його висловлювання, де він відпові: «Демократична партія та її вторинні, третинні та четвертинні фракції заявляють, що виключать мене з посади члена парламенту», водночас додавши, що це «прелюдія до диктатури».
| Дебати президентських виборів в Південній Кореї 2025 | Дебати президентських виборів в Південній Кореї 2025 | Дебати президентських виборів в Південній Кореї 2025 | Дебати президентських виборів в Південній Кореї 2025 | Дебати президентських виборів в Південній Кореї 2025 | Дебати президентських виборів в Південній Кореї 2025 | Дебати президентських виборів в Південній Кореї 2025 | Дебати президентських виборів в Південній Кореї 2025 | Дебати президентських виборів в Південній Кореї 2025 | Дебати президентських виборів в Південній Кореї 2025 |
| Дата та час                                          | Ведучий                                              | Модератор(и)                                         | Учасники                                             | Учасники                                             | Учасники                                             | Учасники                                             | Учасники                                             | Учасники                                             | Повні дебати                                         |
| Умовні позначки: Учасник Незапрошений                | Умовні позначки: Учасник Незапрошений                | Умовні позначки: Учасник Незапрошений                | Демократична партія                                  | Сила народу                                          | Партія Нових реформ                                  | Демократична партія праці                            | Незалежний кандидат                                  | Незалежний кандидат                                  | Повні дебати                                         |
| Умовні позначки: Учасник Незапрошений                | Умовні позначки: Учасник Незапрошений                | Умовні позначки: Учасник Незапрошений                | Лі Дже Мьон                                          | Кім Мунсу                                            | Лі Джунсок                                           | Квон Йонґук                                          | Хван Кьо Ан                                          | Сон Джінхо                                           | Повні дебати                                         |
| ---------------------------------------------------- | ---------------------------------------------------- | ---------------------------------------------------- | ---------------------------------------------------- | ---------------------------------------------------- | ---------------------------------------------------- | ---------------------------------------------------- | ---------------------------------------------------- | ---------------------------------------------------- | ---------------------------------------------------- |
| 18 травня 20:00                                      | Центральний виборчий комітет з дебатів               | Пхьон Сан'ук (SBS)                                   | У                                                    | У                                                    | У                                                    | У                                                    | НЗ                                                   | НЗ                                                   | YouTube                                              |
| 19 травня 22:00                                      | Центральний виборчий комітет з дебатів               | Ко Хіґьон (SBS)                                      | НЗ                                                   | НЗ                                                   | НЗ                                                   | НЗ                                                   | У                                                    | У                                                    | YouTube                                              |
| 23 травня 20:00                                      | Центральний виборчий комітет з дебатів               | Лі Юнхі (KBS)                                        | У                                                    | У                                                    | У                                                    | У                                                    | НЗ                                                   | НЗ                                                   | YouTube                                              |
| 27 травня 20:00                                      | Центральний виборчий комітет з дебатів               | Чон Джонхван (MBC)                                   | У                                                    | У                                                    | У                                                    | У                                                    | НЗ                                                   | НЗ                                                   | YouTube                                              |

### Голосування

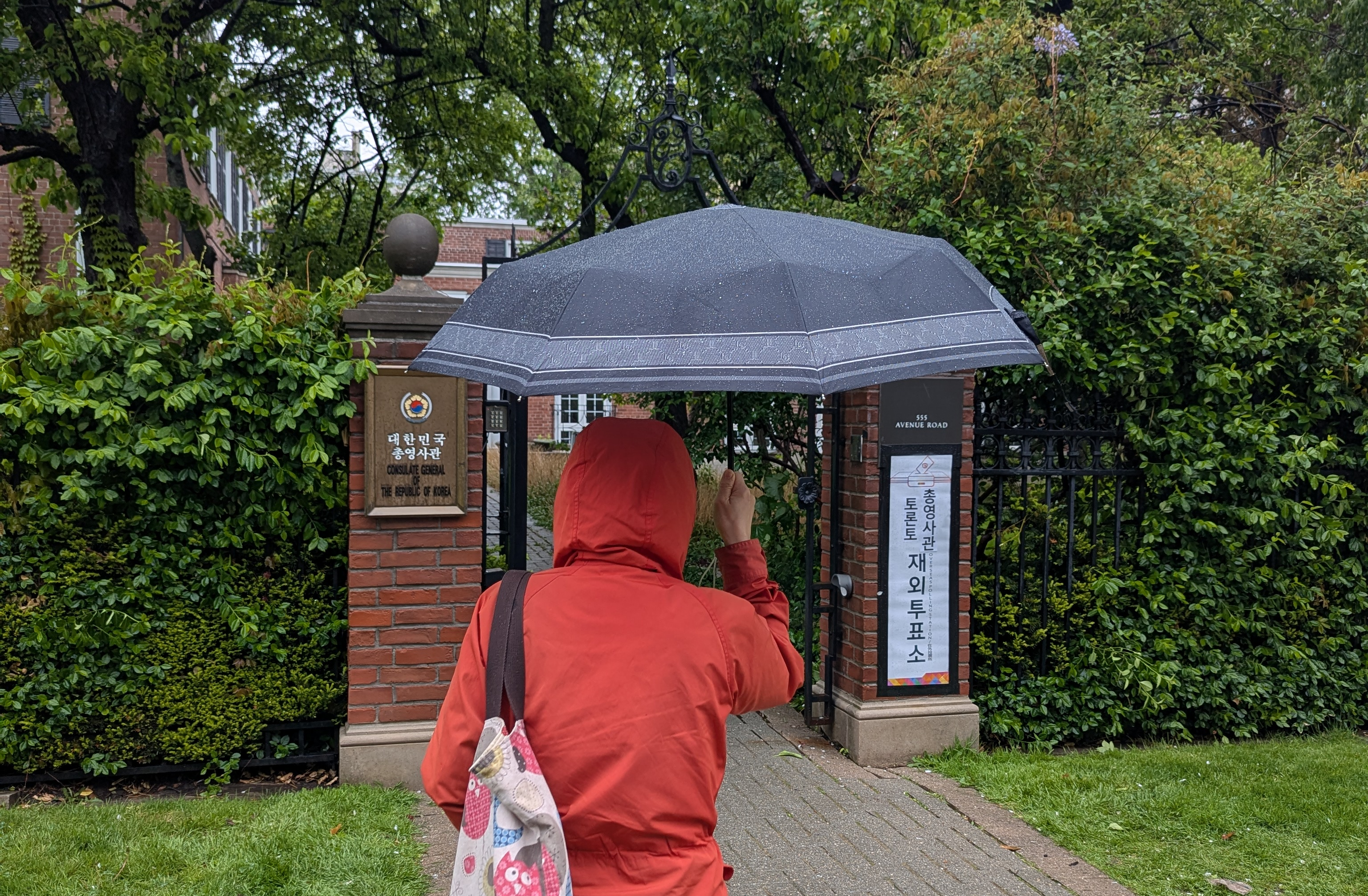
Закордонна виборча дільниця в Торонто.

Голосування закордоном розпочалося 19 травня, з понад як 258 000 південнокорейців право на голосування у 223 виборчих дільницях в 118 країнах до 25 травня. Очікувалося, що явка буде 79,5 %, найвищою від запровадження заочного голосування в Південній Кореї у 2012.
Дострокове голосування в Південній Кореї пройшло 29 і 30 травня з явкою 34,74 %. 29 травня заарештовано працівницю НВК за контрактом у Каннамі, а згодом, відхилено її голос через намагання проголосувати за свого чоловіка, а потім і за себе. Голова НВК, Но Тхеок, та генеральний секретар Кім Йонбін вибачилися на тлі критики про інциденти щодо поганого контролю за бюлетенями під час дострокового голосування, включаючи інцидент з подвійним голосуванням та виборцями в черзі, які виносили бюлетені за межі виборчої дільниці. Но також звинуватив громадську групу, яка порушила питання щодо фальсифікації виборів через систематичне втручання в процес голосування, заявивши, що деякі працівники НВК отримала травми та що до офісу, який наглядає за виборами, трапилося проникнення зі зломом.

## Опитування громадської думки
Згідно з Законом про вибори держслужбовців заборонено публікувати результати опитування, які стосуються кандидатів виборів, від шостого дня до початку виборів і до завершення виборів.

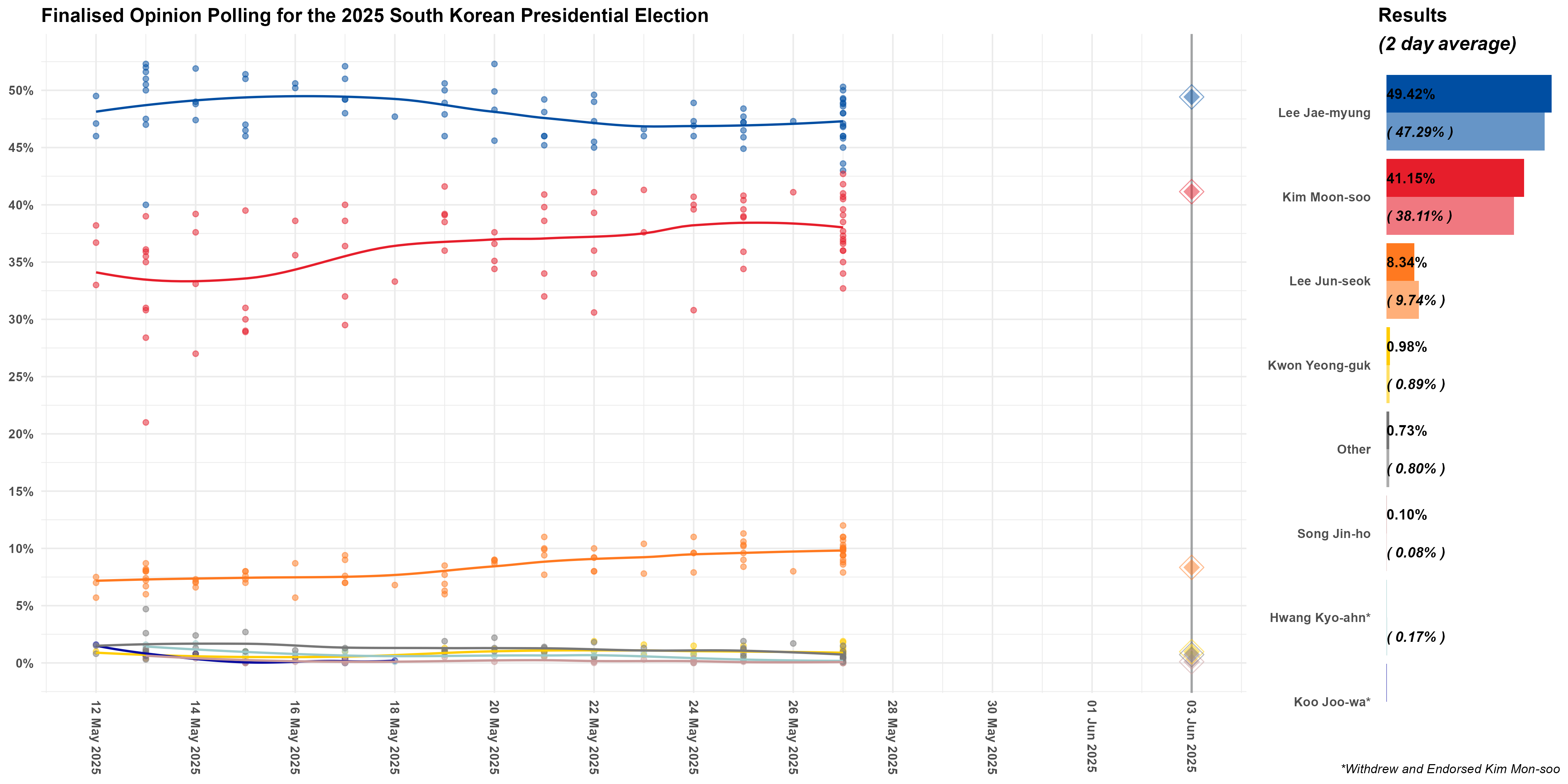
Крива LOESS щодо майбутніх президентських виборів в Південній Кореї з 12 травня із 2-денним середнім значенням

Крива LOESS щодо майбутніх президентських виборів в Південній Кореї до того, як оголошено остаточних кандидатів із 5-денним середнім значенням

## Екзит-поли
3 червня екзит-поли показали, що Лі Дже Мьон набрав найбільшу кількість голосів — 51,7 %, а отже, за прогнозами, виграє вибори і стане наступним президентом Південної Кореї після Юн Сок Йоля. Кім Мунсу отримав другу найбільшу кількість голосів з 39,3 %, за ним слідував Лі Джунсок з 7,7 %.
Опитування наземного мовлення KBS, MBC та SBS (похибка 0,8 %)
| Кандидат    | Орієнтовний відсоток |
| Лі Дже Мьон | 51,7 %               |
| Кім Мунсу   | 39,3 %               |
| Лі Джунсок  | 7,7 %                |
| Квон Йонґук | 1,3 %                |
| Сон Джінхо  | 0,1 %                |

| Демографічна група   | Лі Дже Мьон | Кім Мунсу | Лі Джунсок |
| -------------------- | ----------- | --------- | ---------- |
| Усього голосів       | 51,7        | 39,3      | 7,7        |
| Гендер               |             |           |            |
| Чоловіки             | 48,3        | 39,4      | 11,1       |
| Жінки                | 55,1        | 39,2      | 4,3        |
| Вік                  |             |           |            |
| 18–29 років          | 41,3        | 30,9      | 24,3       |
| 30–39 років          | 47,6        | 32,7      | 17,7       |
| 40–49 років          | 72,7        | 22,2      | 4,2        |
| 50–59 років          | 69,8        | 25,9      | 3,3        |
| 60–69 років          | 48,0        | 48,9      | 2,3        |
| 70 та вище           | 34,0        | 64,0      | 1,5        |
| Вік за гендером      |             |           |            |
| 18–29 річні чоловіки | 24,0        | 36,9      | 37,2       |
| 18–29 річні жінки    | 58,1        | 25,3      | 10,3       |
| 30–39 річні чоловіки | 37,9        | 34,5      | 25,8       |
| 30–39 річні жінки    | 57,3        | 31,2      | 9,3        |
| 40–49 річні чоловіки | 72,8        | 21,0      | 5,3        |
| 40–49 річні жінки    | 72,6        | 23,4      | 3,0        |
| 50–59 річні чоловіки | 71,5        | 24,2      | 3,2        |
| 50–59 річні жінки    | 68,1        | 27,6      | 3,3        |
| 60–69 річні чоловіки | 48,6        | 47,7      | 2,7        |
| 60–69 річні жінки    | 47,5        | 50,0      | 1,9        |
| 70+ річні чоловіки   | 31,3        | 65,8      | 2,1        |
| 70+ річні жінки      | 36,2        | 62,6      | 1,0        |

Поглиблине опитування наземного мовлення KBS, MBC та SBS (похибка 2,2 %)
| Демографічна група        | Лі Дже Мьон | Кім Мунсу | Лі Джунсок |
| Ідеологія                 | Ідеологія   | Ідеологія | Ідеологія  |
| ------------------------- | ----------- | --------- | ---------- |
| Консерватори              | 18,0        | 74,8      | 6,8        |
| Помірковавні              | 59,4        | 29,0      | 10,0       |
| Прогресивісти             | 87,3        | 7,7       | 2,7        |
| Президентські вибори 2022 |             |           |            |
| Юн Сок Йоль               | 9,2         | 82,6      | 7,5        |
| Лі Дже Мьон               | 93,0        | 3,5       | 2,7        |

| Питання     | Ціль голосування     | Ціль голосування                    |
| ----------- | -------------------- | ----------------------------------- |
| Питання     | Щоб кандидат переміг | Щоб зупинити опонентів від перемоги |
| Лі Дже Мьон | 77,1                 | 18,4                                |
| Кім Мунсу   | 57,1                 | 40,6                                |
| Лі Джунсок  | 56,8                 | 33,0                                |

Екзит-поли мовлення MBN
| Кандидат    | Орієнтовний відсоток |
| Лі Дже Мьон | 49,1 %               |
| Кім Мунсу   | 41,7 %               |

Екзит-поли мовлення Channel A
| Кандидат    | Орієнтовний відсоток |
| Лі Дже Мьон | 51,1 %               |
| Кім Мунсу   | 38,9 %               |

Екзит-поли мовлення JTBC
| Кандидат    | Орієнтовний відсоток |
| Лі Дже Мьон | 50,6 %               |
| Кім Мунсу   | 39,4 %               |
| Лі Джунсок  | 7,9 %                |

## Результати
| Кандидат                     | Кандидат                     | Партія                       | Голосів    | %     |
| ---------------------------- | ---------------------------- | ---------------------------- | ---------- | ----- |
|                              | Лі Дже Мьон                  | Демократична партія          | 17 287 513 | 49,42 |
|                              | Кім Мунсу                    | Сила народу                  | 14 395 639 | 41,15 |
|                              | Лі Джунсок                   | Партія нових реформ          | 2 917 523  | 8,34  |
|                              | Квон Йонґук                  | Демократична партія праці    | 344 150    | 0,98  |
|                              | Сон Джінхо                   | Незалежний                   | 35 791     | 0,1   |
| Усього                       | Усього                       | Усього                       | 34 980 616 | 100   |
|                              |                              |                              |            |       |
| Дійсні голоси                | Дійсні голоси                | Дійсні голоси                | 34 980 616 | 99,27 |
| Недійсні/пусті голоси        | Недійсні/пусті голоси        | Недійсні/пусті голоси        | 255 881    | 0,73  |
| Усього голосів               | Усього голосів               | Усього голосів               | 35 236 497 | 100   |
| Зареєстрованих виборців/явка | Зареєстрованих виборців/явка | Зареєстрованих виборців/явка | 44 391 871 | 79,38 |
| Джерело: НВК                 |                              |                              |            |       |

### За регіон
| Розподіл голосів за муніципалітетами та провінціями (карта-врізка) |

#### Основні кандидати
Розподіл голосів по регіонах за кандидатів, які набрали щонайменше 1 % від загальної кількості голосів.
| Регіон                               | Лі Дже Мьон | Лі Дже Мьон | Кім Мунсу  | Кім Мунсу | Лі Джунсок | Лі Джунсок |     |
| Регіон                               | Голоси      | %           | Голоси     | %         | Голоси     | %          |     |
| ------------------------------------ | ----------- | ----------- | ---------- | --------- | ---------- | ---------- | --- |
| Регіон                               | Сеул        | 3 105 459   | 47,1       | 2 738 405 | 41,6       | 655 346    | 9,9 |
| Пусан                                | 895 213     | 40,1        | 1 146 238  | 51,4      | 168 473    | 7,6        |     |
| Тегу                                 | 379 130     | 23,2        | 1 103 913  | 67,6      | 135 376    | 8,3        |     |
| Інчхон                               | 1 044 295   | 51,7        | 776 952    | 38,4      | 176 739    | 8,7        |     |
| Кванджу                              | 844 682     | 84,8        | 79 937     | 8,0       | 62 104     | 6,2        |     |
| Теджон                               | 470 321     | 48,5        | 393 549    | 40,6      | 94 724     | 9,8        |     |
| Ульсан                               | 315 820     | 42,5        | 353 180    | 47,6      | 63 177     | 8,5        |     |
| Седжон                               | 140 620     | 55,6        | 83 965     | 33,2      | 25 004     | 9,9        |     |
| Кьонгі                               | 4 821 148   | 52,2        | 3 504 620  | 38,0      | 816 435    | 8,8        |     |
| Канвон                               | 449 161     | 44,0        | 483 360    | 47,3      | 78 704     | 7,7        |     |
| Північний Чхунчхон                   | 501 990     | 47,5        | 457 065    | 43,2      | 86 984     | 8,2        |     |
| Південний Чхунчхон                   | 661 316     | 47,7        | 600 108    | 43,3      | 111 092    | 8,0        |     |
| Північна Чолла                       | 1 023 272   | 82,7        | 134 996    | 10,9      | 67 961     | 5,5        |     |
| Південна Чолла                       | 1 111 941   | 85,9        | 110 624    | 8,5       | 60 822     | 4,7        |     |
| Північний Кьонсан                    | 442 683     | 25,5        | 1 159 594  | 66,9      | 116 094    | 6,7        |     |
| Південний Кьонсан                    | 851 733     | 39,4        | 1 123 843  | 52,0      | 161 579    | 7,5        |     |
| Чеджу                                | 228 729     | 54,8        | 145 290    | 34,8      | 36 909     | 8,8        |     |
| Усього                               | 17 287 513  | 49,4        | 14 395 639 | 41,2      | 2 917 523  | 8,3        |     |
| Джерело: Національна виборча комісія |             |             |            |           |            |            |     |

#### Незначні кандити
Розподіл голосів по регіонах за кандидатів, які набрали менше 1 % від загальної кількості голосів.
|                                      |         |         |        |     |
| Голосів                              | %       | Голосів | %      |     |
| Сеул                                 | 83 900  | 1,3     | 5998   | 0,1 |
| Пусан                                | 18 189  | 0,8     | 2099   | 0,1 |
| Тегу                                 | 12 531  | 0,8     | 1362   | 0,1 |
| Інчхон                               | 20 743  | 1,0     | 2098   | 0,1 |
| Кванджу                              | 8767    | 0,9     | 934    | 0,1 |
| Теджон                               | 9905    | 1,0     | 1109   | 0,1 |
| Ульсан                               | 9299    | 1,3     | 899    | 0,1 |
| Седжон                               | 2961    | 1,2     | 235    | 0,1 |
| Кьонгі                               | 84 074  | 0,9     | 8356   | 0,1 |
| Канвон                               | 9422    | 0,9     | 1137   | 0,1 |
| Північний Чхунчхон                   | 10 169  | 1,0     | 1228   | 0,1 |
| Південний Чхунчхон                   | 12 893  | 0,9     | 1519   | 0,1 |
| Північна Чолла                       | 10 061  | 0,8     | 1719   | 0,1 |
| Південна Чолла                       | 9352    | 0,7     | 2104   | 0,2 |
| Північний Кьонсан                    | 13 884  | 0,8     | 1788   | 0,1 |
| Південний Кьонсан                    | 21 809  | 1,0     | 2678   | 0,1 |
| Чеджу                                | 6191    | 1,5     | 528    | 0,1 |
| Усього                               | 344 150 | 1,0     | 35 791 | 0,1 |
| Джерело: Національна виборча комісія |         |         |        |     |

## Наслідки
Кандидат від Демократичної партії Лі Дже Мьон виступив з переможною промовою після підтвердження свого обрання, заявивши, що перемога належить народу, і подякувавши виборцям за демонстрацію своєї демократичної волі під час політичної невизначеності. Він підкреслив: «Це перемога народу і перемога демократії», і пообіцяв сумлінно виконувати покладені на нього обов'язки. Лі висловив свою прихильність до побудови «нації для простих громадян» і підтвердив, що президентська влада повинна здійснюватися не заради особистої вигоди, а виключно заради добробуту народу і майбутнього країни.
Лі Джунсок, який пообіцяв подолати 10 % або навіть 15 %, щоб зберегти поріг компенсації виборчих витрат, взяв на себе відповідальність за низький результат Партії нових реформ на виборах.
У заяві для інформаційного агентства Yonhap після виборів неназваний представник Білого дому написав: «Хоча в Південній Кореї відбулися вільні й чесні вибори, Сполучені Штати, як і раніше, стурбовані й виступають проти китайського втручання і впливу на демократії в усьому світі».